# Südkoreanische Davis-Cup-Mannschaft
Die südkoreanische Davis-Cup-Mannschaft ist die Tennisnationalmannschaft Südkoreas. Der Davis Cup ist der wichtigste Wettbewerb für Nationalmannschaften im Herren-Tennis, analog zum Fed Cup bei den Damen.

## Geschichte
Seit 1960 nimmt Südkorea am Davis Cup teil. Dreimal spielte die Mannschaft in der Weltgruppe (1981, 1987, 2008), kam dabei aber nie über die erste Runde hinaus. In der Begegnung gegen Pakistan 2003 stellten Kim Young-jun und Aqeel Khan den noch heute aktuellen Rekord für den längsten Tiebreak im Davis Cup auf: Kim behielt mit 19:17 knapp die Oberhand. Erfolgreichster Spieler ist Lee Hyung-taik mit insgesamt 51 Siegen, der mit 30 Teilnahmen innerhalb von 14 Jahren gleichzeitig auch Rekordspieler ist.